# Спалур
Спалахор — індо-скіфський цар, брат і співправитель Вонона. Правили у північно-західній частині сучасної Індії.
Не карбував власні монети, проте був зображений на монетах свого брата.